# Бенитес Рейес, Фелипе
Фелипе Бенитес Рейес (исп. Felipe Benítez Reyes; род. 1960, Рота, провинция Кадис) — испанский писатель, поэт и переводчик, эссеист.

## Биография
Изучал испанскую филологию в университетах Кадиса и Севильи. Дебютировал в начале 1980-х как поэт, близкий к направлению новая сентиментальность, или поэзия опыта (Луис Гарсиа Монтеро, Карлос Марсаль и др.). С 1990-х все чаще выступал как прозаик. Переводил стихи Т. С. Элиота, В. Набокова. Автор нескольких книг для детей.

## Стихи
- Рукописный рай/ Paraíso manuscrito (Calle del Aire. Sevilla, 1982)
- Los vanos mundos (Maillot Amarillo. Granada, 1985)
- Pruebas de autor (Renacimiento. Sevilla, 1989)
- Плохая компания/ La mala compañía (Mestral. Valencia, 1989)
- Poesía 1979—1987 (Hiperión. Madrid, 1992)
- Sombras particulares (Visor. Madrid, 1992, Международная поэтическая премия Фонда Лёве)
- Vidas improbables (Visor. Madrid, 1995, Национальная поэтическая премия)
- Paraísos y mundos, собрание стихотворений (Hiperión. Madrid, 1996)
- El equipaje abierto (Tusquets. Barcelona, 1996)
- Escaparate de venenos (Tusquets. Barcelona, 2000)
- Trama de niebla, избранное (Tusquets, 2003)
- La misma luna (Visor, Madrid, 2007)
- Las identidades (Visor, Madrid, 2012)

## Проза
- Chistera de duende (1991)
- Tratándose de ustedes (1992)
- Опасный мир/ Un mundo peligroso, рассказы (1994)
- La propiedad del paraíso (1995)
- Humo (1995, премия Ateneo de Sevilla)
- Impares, fila 13 (1996, в соавторстве с Л.Гарсиа Монтеро)
- Maneras de perder, рассказы (1997)
- El novio del mundo (1998)
- El pensamiento de los monstruos (2002)
- Рынок иллюзий/ Mercado de espejismos (2007, премия Надаля)
- Cada cual y lo extraño, рассказы (2013)

## Эссе
- Rafael de Paula (1987)
- Bazar de ingenios (1991)
- La maleta del náufrago (1997)
- Gente del siglo (1997)
- Palco de sombra (1997)
- Cuaderno de ruta de Ronda (1999)
- El ocaso y el oriente (2000)
- Papel de envoltorio (2001)

## Публикации на русском языке
- Размышления о чудовищах. — М.: АСТ, 2008.